# Christophe Larrue
Ne doit pas être confondu avec le directeur de la photographie français Christophe Larue.
Pas d'image ? Cliquez ici

a Compétitions nationales et continentales officielles uniquement.

Dernière mise à jour le 16 juin 2013.
Christophe Larrue, né le 17 février 1973 à Cenon, est un joueur français de rugby à XV évoluant au poste de demi de mêlée.

## Biographie
Christophe Larrue est formé à l'US Cognac en 1983. Il y fait ses armes jusqu'en senior où il y débute 1991 à l'âge de 17 ans, avant de rejoindre l'AS Montferrand en 1994,. Il y reste six saisons, intègre le bataillon de Joinville en 1995-1996 et il est finaliste du Championnat de France en 1999 et vainqueur du Bouclier européen en 1999,. En 2000, il s'engage avec le Stade rochelais où il reste deux saisons jusqu'en 2002. Puis il rejoint le Stade niortais, où il finit sa carrière de joueur[réf. nécessaire]. Il devient par la suite entraîneur du Stade niortais puis du SC Surgères, à nouveau le Stade Niortais et s'engage avec les Féminines du Stade Rochelais en Armelle Auclair[réf. nécessaire].

## Palmarès
- Finaliste du Championnat de France scolaire en 1993[réf. nécessaire]
- Champion de France scolaire en 1994[réf. nécessaire]
- International - 21 ans 1993[réf. nécessaire]
- International militaire 1996[réf. nécessaire]
- Vainqueur du Bouclier européen en 1999
- Finaliste du Championnat de France en 1999
- Vainqueur de la coupe de la ligue en 2002